# 쥘리아 포르
쥘리아 포르(Julia Faure, 1977년 2월 13일 ~ )는 프랑스의 배우이다.

## 출연 작품
- 와일드 이노선스 (2001)
- 러브 미 이프 유 데어 (2003)
- Julia et les hommes (2003) - 단편
- Process (2004)
- Incontrôlable (2006)
- An Organization of Dreams (2009)
- 까밀 리와인드 (2012)
- 쉼표 (2014, Pause)
- À coup sûr (2014)
- Les naufrages (2016)
- 엄마와 나 (2018, Petites filles) - 단편
- 디어스킨 (2019, Le Daim)
- 코마 (2022, Coma) - 목소리
- 더 비스트 (2023)